# Vlag van het Brits Antarctisch Territorium
De vlag van het Brits Antarctisch Territorium, het door het Verenigd Koninkrijk opgeëiste deel van Antarctica en omringende eilanden dat geen vaste bewoners heeft, bestaat uit een wit veld met in het kanton de Britse vlag en aan de rechterzijde het wapen van het territorium. De vlag is in gebruik sinds 1 augustus 1963, toen het territorium van de Falklandeilanden werd afgescheiden.
De vlag wappert boven de onderzoeksstations van de wetenschappers in het gebied en ook boven de kantoren van de British Antarctic Survey.
Op zee wordt op onderzoeks- en andere overheidsschepen een dienstvlag gebruikt, gebaseerd op het Britse blauwe vaandel.

? Dienstvlag van het Brits Antarctisch Territorium
Vlag van de Commissaris van het Brits Antarctisch Territorium